# Acanthurus fowleri
Acanthurus fowleri és una espècie de peix pertanyent a la família dels acantúrids.

## Descripció
- Pot arribar a fer 45 cm de llargària màxima.
- 9 espines i 26-28 radis tous a l'aleta dorsal i 25-26 radis tous a l'anal.[2][3]

## Hàbitat
És un peix marí, associat als esculls i de clima tropical (24 °C-28 °C) que viu entre 2 i 50 m de fondària (normalment, entre 2 i 20).

## Distribució geogràfica
Es troba al Pacífic occidental: les illes Filipines, Indonèsia, Papua Nova Guinea, Salomó i el nord-oest d'Austràlia.

## Observacions
És inofensiu per als humans.